# Messe Offenbach
Die Messe Offenbach GmbH ist eine Location für Fach- und Publikumsmessen, Firmenevents, Tagungen und Konferenzen, mit Sitz in Offenbach am Main. International bekannt ist sie durch die Fachmesse für Lederwaren (ILM).

## Messestandort

### Messegelände
Das gesamte Messegelände erstreckt sich auf über 17.000 m² Fläche. Diese ist aufgeteilt auf 15 Hallen, einem Event Center und drei Konferenzräumen. Für Gastveranstaltungen steht die Hallen-Ebene A und das Event Center in Ebene C3 komplett zur Verfügung. Die A Ebene umfasst 5 Hallen von 940 m² – 2240 m².  Alle Hallen sind miteinander verbunden und lassen sich wahlweise getrennt oder zusammen nutzen. Vor allem die Event Halle (A2) wird gerne genutzt für Messen, Business-Events oder Tagungen. In Ebene C3 ist das Event Center mit 750 m², einer Bühne mit Laufsteg, einer Bar und direkt angebundener Gastroküche, zu finden. Neben dem Event Center sind auf dieser Ebene zwei Konferenzräume (78 m² & 124 m²).

### Lage und Verkehrsanbindung

#### Lage
Die Messe Offenbach befindet sich mitten in der Offenbacher Innenstadt im Zentrum der Rhein-Main-Region, an der Kaiserstraße. Sie ist wenige Auto-Minuten vom Frankfurter Kreuz und dem Frankfurter Flughafen entfernt.

#### Schienenverkehr
Die S-Bahn Station Offenbach Ledermuseum und Offenbach Marktplatz sind fußläufig in nur 10 Minuten erreichbar. Von dort aus fahren mehrere S-Bahn Linien (S1, S2, S8 & S9) Richtung Frankfurt-Innenstadt, Frankfurt Hauptbahnhof und zum Frankfurt Flughafen (nur S8 und S9).
Am Offenbach Hauptbahnhof ist man zu Fuß in 15 Minuten. Dieser wird von Regionalzügen als auch von Fernzügen angefahren.

## Geschichte

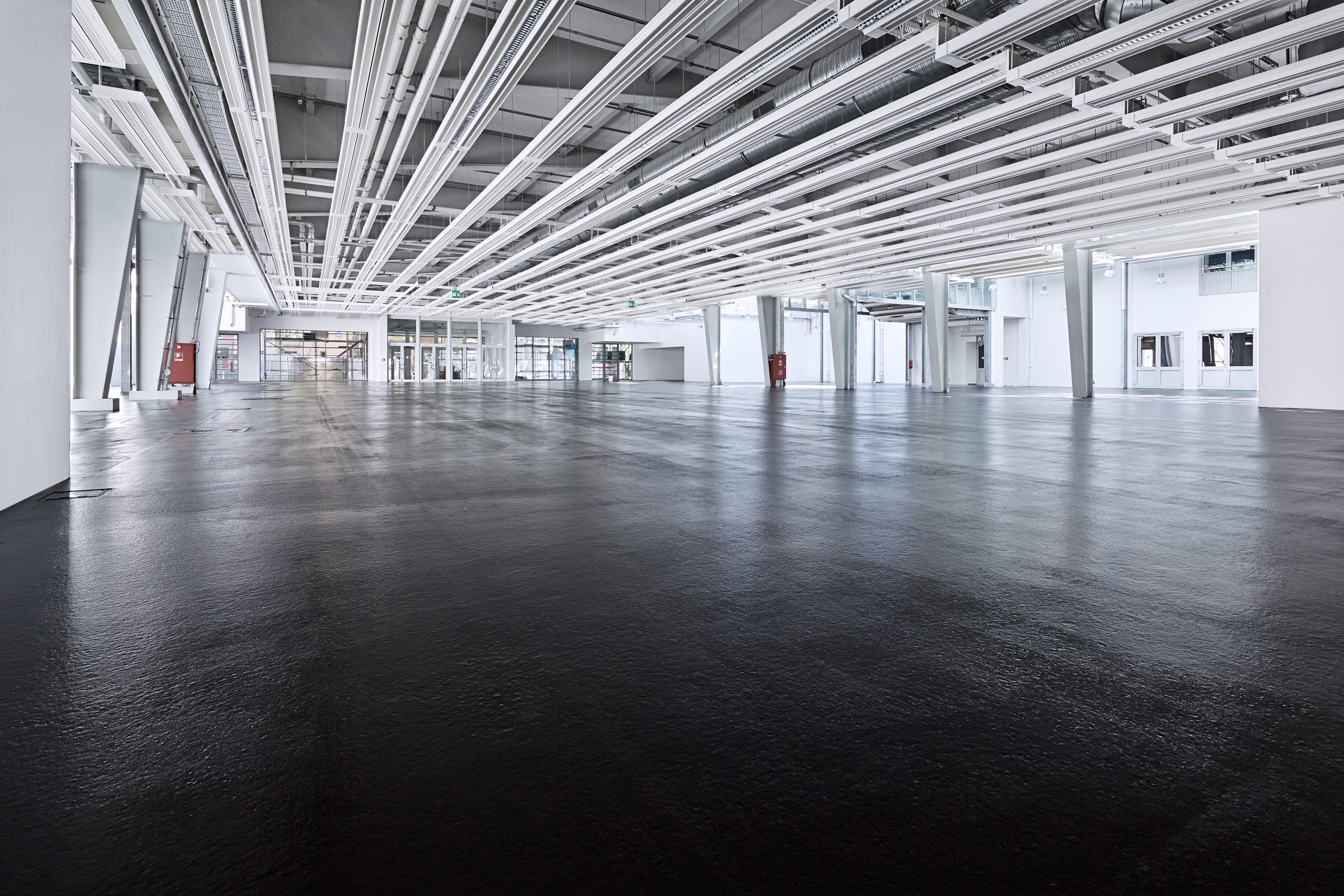
Messe Offenbach, Haupthalle

Im Oktober 1949 fand erstmals eine Messeausstellung unter dem Motto Lederwarenindustrie und Marshallplan im Theater an der Goethestraße (dem heutigen Capitol) direkt neben dem heutigen Messestandort statt. Am 28. Januar 1950 wurde die „Erste Offenbacher Lederwarenfachmesse“ eröffnet. Diese Messe beherbergte nun schon 155 Aussteller. Am 11. März 1950 wird schließlich die Gründung der Messegesellschaft durch den Notar Dr. Karl Kranka beurkundet. Präsident war zur Gründung der Offenbacher Oberbürgermeister Hans Klüber. Da die Räumlichkeiten des Theaters schon bald nicht mehr genügten, wurde zusätzliche Standfläche in einer benachbarten Turnhalle und in der Aula der heutigen Hochschule für Gestaltung Offenbach am Main geschaffen.
Noch im selben Jahr war die erste Messehalle am ehemaligen Standort des Deutschen Ledermuseums fertiggestellt. 1951 und 1953 folgten die Messehallen 2 und 3, 1956 wurde Messehalle 1 um zwei zusätzliche Geschosse erweitert. Eine vierte Halle wurde 1980 erbaut. Zum 50-jährigen Jubiläum im Jahr 2000 wurden alle Hallen renoviert und umgebaut und die Messegesellschaft in eine GmbH umgewandelt. Die Hallen bieten Kapazitäten zwischen 940 m² und 17.000 m².

## Messeveranstaltungen

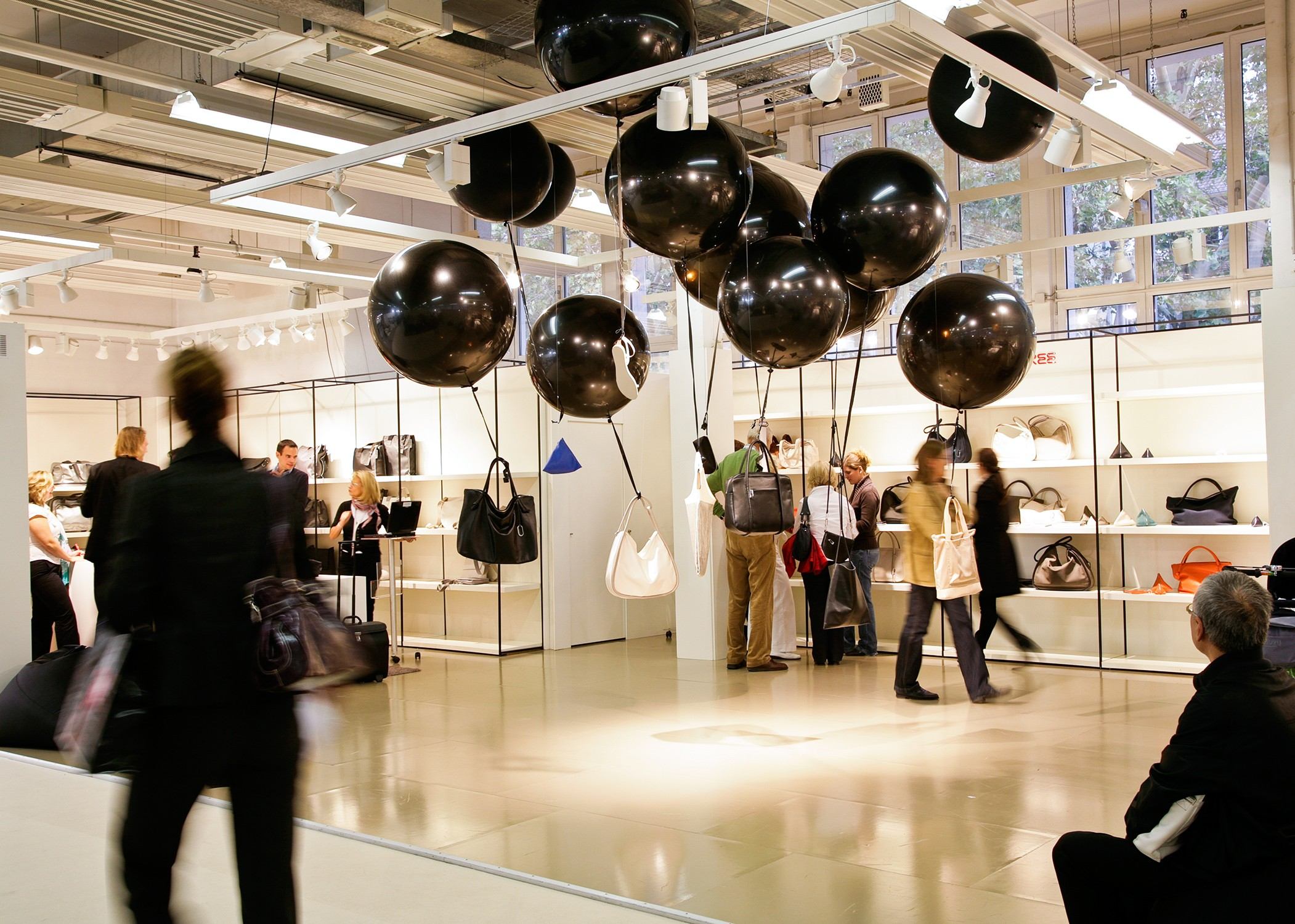
Lederwarenmesse (Juli 2011)

Folgende Messeveranstaltungen werden regelmäßig in Offenbach abgehalten:

### ILM (Internationale Lederwarenmesse)
Die ILM (Internationale Lederwarenmesse) findet zweimal pro Jahr, jeweils für die Kollektionen Frühjahr/Sommer und Herbst/Winter, statt. Seit der Premiere 1949 fand sie im März 2020 bereits zum 152. Mal in Offenbach am Main statt. Als eigenständige Fachmesse für Lederwaren, Reiseartikel, Taschenmode und Accessoires ist die ILM Offenbach seit über 70 Jahren im Markt etabliert.

### Bauen, Wohnen, Renovieren und Energiesparen
Die Baumesse in Offenbach mit über 200 Ausstellern jährte sich 2020 zum achtzehnten Mal.